# Cyrtopogon perrisi
Cyrtopogon perrisi är en tvåvingeart som beskrevs av Seguy 1927. Cyrtopogon perrisi ingår i släktet Cyrtopogon och familjen rovflugor. Inga underarter finns listade i Catalogue of Life.